# Bomani Jones
Bomani »Bo« Jones, ameriški radijski voditelj in televizijska osebnost, * 26. avgust 1980, Atlanta, Georgia.
Jones je voditelj radijske oddaje The Evening Jones 158. Siriusovi radijski postaji. V vlogi komentatorja je redni udeleženec ESPN-ove oddaje Around the Horn, pri omenjeni televizijski hiši pa se pogosto pojavlja še pri oddajah Outside the Lines in ESPN First Take na kanalu ESPN 2. Prav tako je kolumnist SB Nationa, pisal pa je tudi že za Salon in 2. stran spletne strani ESPN.com.

## Mladost
Jones, po rodu iz Georgie, je svoje otroštvo preživel v Teksasu, kjer je diplomiral iz ekonomije na univerzi Clark Atlanta University. Zatem je na univerzi Claremont Graduate University magistriral iz politike, ekonomije in poslovnih ved ter še drugič iz ekonomije na Univerzi Severne Karoline v Chapel Hillu. 

## Poklicna pot
Januarja 2010 je z oddajanjem pričela njegova radijska oddaja The Morning Jones, katero je gostil v studiu v Durhamu. Ukinjena je bila 30. avgusta 2011.  Trenutno vsak ponedeljek gosti svojo lastno oddajo po imenu The Evening Jones. 
1. marca 2012 je Jones na kanalu SB Nation na YouTubu objavil prvo epizodo spletne videoserije z imenom Bomani & Jones. Serijo snema še danes, nove epizode pa izhajajo vsak ponedeljek in četrtek.
25. julija 2012 je Jones na 187 nastopih na ESPN-ovi oddaji Around the Horn zbral 51 zmag. Do mejnika petdesetih zmag se je prebil v najmanjšem številu nastopov.